# Destroy The Map (EP)
Destroy The Map es un EP Sencillo especial de 36 Crazyfists lanzado para promocionar su gira en el Reino Unido, este EP tiene tres temas: el sencillo «Destroy The Map» y dos covers «Workhorse» de Cast Iron Hike y «Sad Lisa» de Cat Stevens.

## Lista de canciones
1. "Destroy The Map» Single Version
2. «Workhorse» (cover de Cast Iron Hike)
3. «Sad Lisa», (cover de Cat Stevens)